# Jessica Gregg
Jessica Gregg (Edmonton, 16 marzo 1988) è una pattinatrice di short track canadese.

## Biografia
I suoi genitori sono l'ex pattinatrice Kathy Gordan e l'ex hockeista Randy Gregg.
Nel 2010 ha rappresentato il Canada ai Giochi olimpici di Vancouver.
Ha gareggiato nella staffetta 3000 metri, con le compagne di nazionale Marianne St-Gelais, Kalyna Roberge e Tania Vincent ha conquistato la medaglia d'argento.
Nella prova individuale 500 metri, invece, ha chiuso al quarto posto, concludendo alle spalle della cinese Wang Meng, della connazionale Marianne St-Gelais e dell'italiana Arianna Fontana.
Suo fratello maggiore Jamie Gregg è stato convocato a Vancouver dalla nazionale canadese e ha preso parte alle competizioni di pattinaggio di velocità.

## Palmarès

### Olimpiadi
- 1 medaglia:
  - 1 argento (staffetta 3000 m a Vancouver 2010).

### Campionati mondiali
- 4 medaglie:
  - 2 argenti (staffetta 3000 m a Gangwon 2008; staffetta 3000 m a Montreal 2014);
  - 2 bronzi (500 m, staffetta 3000 m a Vienna 2009).